# الكثيب: النبوءة
  كثيب: النبوءة او ( دُون: النبوءة ) (بالإنجليزية: Dune: Prophecy) هو مسلسل تلفزيوني أمريكي من نوع الخيال العلمي تم تطويره بواسطة ديان أدمو جون وأليسون شابكير لصالح شبكة اتش بي او HBO. تدور أحداث المسلسل في عالم دون الذي أنشأه فرانك هربرت، ويركز على أصول بني جيسيريت، وهي قوة اجتماعية ودينية وسياسية قوية تمتلك أعضاؤها قوى وقدرات فوق البشرية بعد خضوعهم لسنوات من التدريب البدني والعقلي المكثف. يُعد كثيب: النبوءة مقدمة للأفلام التي أخرجها دينيس فيلنوف دون ودون: الجزء الثاني، ويقع في فترة قبل الأحداث بحوالي 10,000 سنة. يعتمد المسلسل على و يقع بعد، بادئة سلسلة كثيب (2012–2016) التي كتبها بريان هربرت وكيفن ج. أندرسون. المسلسل من إنتاج تلفاز ليجنداري، حيث عملت شابكير كمنتجة تنفيذية وكاتبة ومشرفة على العمل.
خلال عملية استحواذ ليجنداري إنترتينمنت على حقوق التلفزيون والسينما لسلسلة دون في عام 2016، بدأ تطوير فيلم من جزئين بإخراج ديني فيلنوف بحلول عام 2017. وفي عام 2019، طلبت ليجندري تليفيجن إنتاج المسلسل كمشروع متمم لأفلام فيلنوف. انضم العديد من الأفراد المبدعين بحلول عام 2019، وبعد بعض التعديلات، أصبحت شابكير هي المشرفة على العمل، بينما تولت آنا فورستر إخراج عدة حلقات في يونيو 2023. وفي نفس الوقت، تم إجراء عمليات اختيار الممثلين من نوفمبر 2022 إلى يونيو 2023. بدأ التصوير الرئيسي في نوفمبر 2022 في بودابست والأردن، وانتهى في ديسمبر 2023.
تم عرض الموسم الأول من دون: النبوءة في 17 نوفمبر 2024، وحظي بتقييمات إيجابية إلى حد كبير. من المقرر أن ينتهي الموسم مع الحلقة السادسة في 22 ديسمبر 2024.

## القصة
تدور أحداث المسلسل قبل 10,000 سنة من أحداث كثيب، ويتناول « الأخوات فاليا وتولا هاركونن أثناء مواجهتهما للقوى التي تهدد مستقبل البشرية، وتأسيس الاخواتية الأسطورية المعروفة باسم بني جيسيرت. »

## الممثلون والشخصيات

### الشخصيات الرئيسية
- إميلي واتسون في دور الأم العليا فاليا هاركونن، زعيمة البني جيسيريت.[3]
- جيسيكا باردن في دور فاليا الشابة، امرأة طموحة، عنيدة وقوية "تحلم بإعادة مكانة عائلتها النبيلة."[4]
- أوليفيا ويليامز في دور الأم تولا هاركونن، الأخت البيولوجية لفاليا وحليفتها المقربة.[5]
- إيما كانينغ في دور تولا الشابة[6]
- ترافيس فيمل في دور ديسموند هارت، "جندي كاريزمي ذو ماضٍ غامض، يسعى لكسب ثقة الإمبراطور على حساب الاخواتية."[7]
- جودي ماي في دور الإمبراطورة ناتاليا[5]، "ملكة قوية وحدّت آلاف العوالم من خلال زواجها من الإمبراطور كورينو."
- سارة-صوفي بوسنينا في دور الأميرة ينز، "أميرة شابة مستقلة تواجه ضغوط مسؤولياتها كوارثة لعرش الأسد الذهبي."[8]
- كلوي لي في دور الأخت ليلا، “أصغر تلميذة في مدرسة الأخواتية ذات تعاطف عميق يتجاوز عمرها."[9]
- كريس ميسون في دور كيران أتريدس، معلم السيف في بيت كورينو.[9]
- شالوم بروني-فرانكلين في دور ميكيلا، "امرأة فريمن قوية الإرادة تخدم العائلة المالكة بينما تشتاق لموطنها الاصلي الذي لم تعرفه أبدًا."[8]
- مارك سترونغ في دور الإمبراطور جافيكو كورينو، "رجل من سلالة عظيمة من الأباطرة الحربيين، يُطلب منه حكم الإمبراطورية والحفاظ على السلام."[9]
- جيد أنوكا في دور الأخت ثيودوسيا، "تلميذة موهوبة وطموحة في الطائفة تخفي سرًا خطيرًا عن ماضيها."[9]
- إدوارد ديفيس في دور هاررو هاركونن، "سياسي صاعد من عائلة كانت عظيمة، يحمل رغبة قوية في رفع منزلة عائلته إلى مجدها السابق."[10]
- جوش هوستون في دور قسطنطين كورينو، الابن غير الشرعي لجافيكو "الذي يتنقل بين السعي لنيل رضا والده وسعادته الخاصة."[10]
- فاويلين كانينغهام في دور الأخت جين، "تلميذة شديدة وقوية غير متوقعة في التدريب في المدرسة التابعة للاخواتية نادرًا ما تكشف عن جوهرها العاطفي."
- أويفا هيندز في دور الأخت إميلين، "تلميذة متحمسة تنحدر من سلالة طويلة من الشهداء، تحمل الدين المتحمس في تدريبها في الاخواتية."
- مارك آدي في دور إيفغيني هاركونن، عم فاليا وتولا [11]

### الشخصيات المتكررة
- تابو في دور الأخت فرانسيسكا، وهي عضوة قوية في جماعة بيني جيسيريت وعشيقة الإمبراطور السابقة، التي يعيد ظهورها في القصر الى تزعزع توازن القوى في العاصمة.[12]
- شاريثرا تشاندران في دور فرانسيسكا الشابة، التي تظهر قصتها المبكرة وعلاقتها الرومانسية مع الإمبراطور من خلال مشاهد الفلاش باك.[13]

### الضيوف[6][14]
- جيهاي في دور الأم المبجلة كاشا جينجو، كاشفة الحقيقة الخاصة بالإمبراطور، التي تواجه ولاؤها لجماعة الأخوات تحديات صعبة.
- يرين ها في دور كاشا الشابة.
- كاميلا بيبوت في دور الأم المبجلة دوروثيا، وهي أم متدينة وحفيدة راكيلا.
- كاثي تايسون في دور الأم العظمى راكيلا بيرتو-أنيرول، مؤسسة جماعة الأخوات.
- باربرا مارتن في دور الأخت أفيلّا، مساعدة فالية.
- سارة أوليفر-واتس في دور أفيلّا الشابة، إحدى تابعات دوروثيا.
- بريندان كاول في دور الدوق فيرديناند ريشي.
- هانا خليكي براون في دور الأخت فاروز، تلميذة تهتم بكونستانتين كورينو.
- فلورا مونتغمري في دور الأم المبجلة فيرا، كاشفة الحقيقة لعائلة ريشي.
- لورا هوارد في دور الدوقة أورلا ريشي.
- تيسا بونهام جونز في دور السيدة شانون ريشي.
- تشارلي هودسون-بريور في دور اللورد برويت ريشي.
- سام سبرويل في دور هوراس، أحد أعضاء التمرد ضد العائلات الكبرى.
- كريمة مكديمز في دور الأخت نزير، طبيبة سوك تلقت تدريبها السابق من جماعة الأخوات.
- بولي ووكر في دور سونيا هاركونن، والدة فاليات وتولا.
- إيرل كيف في دور غريفين هاركونن، شقيق فاليات وتولا.
- ميلو كالاغان في دور أوري أترَيدس.
- ديفيد بارك-جونز في دور فيرجيل هاركونن، والد فاليات وتولا.
- آرتشي بارنز في دور ألبرت، الناجي الوحيد من مجزرة تولا لعائلة أترَيدس.

## الحلقات
| ر. الإجمالي | العنوان                | المخرج     | الكاتب                                  | تاريخ العرض الأصلي | عدد المشاهدات في الولايات المتحدة (بالمليون) |
| ----------- | ---------------------- | ---------- | --------------------------------------- | ------------------ | -------------------------------------------- |
| 1           | «اليد الخفية»          | آنا فورستر | ديان أديمو جون                          | 17 نوفمبر 2024     | 0.205                                        |
| 2           | «ذئبان»                | TBA        | إليزابيث بادن وكور أضنة                 | 24 نوفمبر 2024     | 0.142                                        |
| 3           | «الأخواتية فوق الجميع» | TBA        | مونيكا أوسو برين وجوردان جولدبيرج       | 1 ديسمبر 2024      | 0.137                                        |
| 4           | TBA                    | TBA        | كيفن لاو وسوزان وروبيل                  | 8 ديسمبر 2024      | TBD                                          |
| 5           | TBA                    | TBA        | كارليتو رودريجيز وليا بينافيدس رودريجيز | 15 ديسمبر 2024     | TBD                                          |
| 6           | TBA                    | TBA        | إليزابيث بادن وسوزان فروبل              | 22 ديسمبر 2024     | TBD                                          |

## الإنتاج

### التطوير
في نوفمبر 2016، حصلت شركة ليجينداري انترتاينمنت على حقوق إنتاج الأفلام والمسلسلات التلفزيونية لرواية كثيب (Dune) الصادرة عام 1965 من تأليف فرانك هربرت، وذلك من ورثته. لاحقًا، تواصلت الشركة مع دينيس فيلنوف لإخراج فيلم مقتبس من الرواية مكون من جزأين، وتم تأكيد توليه الإخراج في فبراير 2017. في يونيو 2019، أعلنت شركة تلفاز ليجينداري عن إنتاج مسلسل بعنوان كثيب: الاخواتية لصالح خدمة البث اتش بي او ماكس التابعة لـ وارنرز ميديا في ذلك الوقت. يركز المسلسل على جماعة بيني جيسيرت ويعمل كمقدمة لفيلم فيلنوف لعام 2021، كثيب. يستند المسلسل إلى مواد من رواية كثيب بالإضافة إلى رواية اخواتية كثيب الصادرة عام 2012 من تأليف براين هربرت وكيفن جيمس اندرسون. كان من المقرر أن يتولى فيلنوف إخراج وإنتاج الحلقة الأولى من المسلسل، بينما كتب جون سبايهتس السيناريو. كما عمل كل من بايرون ميريت، وكيم هربرت، وكيفن جي. أندرسون، وبراين هربرت كمنتجين تنفيذيين. قال فيلنوف في تصريح:
"لطالما كانت جماعة بيني جيسيرت مثيرة للاهتمام بالنسبة لي. بناء مسلسل حول هذا التنظيم القوي من النساء بدا لي ليس فقط ملهمًا وملائمًا، بل أيضًا بيئة ديناميكية لمسلسل تلفزيوني."

### الانتقادات والتغييرات
بعد الإعلان عن المشروع، واجه انتقادات بسبب نقص المبدعات النساء باستثناء كيم هربرت، حفيدة فرانك هربرت. تم تعيين دانا كالفو في يوليو 2019 كمنتجة رئيسية إلى جانب جون سبايهتس. ومع ذلك، غادر سبايهتس المشروع في نوفمبر 2019 للتركيز على العمل في فيلم كثيب: الجزء الثاني، إذ أفادت تقارير بأن شركة تلفاز ليجينداري لم تكن راضية عن عمله المبكر كمنتج رئيسي وقررت استبعاده. بحلول يوليو 2021، تم تعيين ديان أديما جون كمنتجة رئيسية جديدة للمشروع. ومع تقدم إنتاج فيلم كثيب: الجزء الثاني، لم يعد بإمكان فيلنوف الإخراج وتم استبداله بجوهان رينك لإخراج الحلقتين الأوليين في أبريل 2022. ومع بداية الإنتاج، غادرت أديما-جون المشروع كمنتجة مشاركة لكنها بقيت كمنتجة تنفيذية، مما جعل أليسون شابكر المنتج الرئيسي الوحيد.

### التأخير والتعديلات
في فبراير 2023، غادر رينك المشروع، مما أدى إلى وضعه في حالة تعليق. تم استبداله في يونيو من نفس العام بآنا فورستر، التي تولت إخراج عدة حلقات، بما في ذلك الحلقة التجريبية. في نوفمبر 2023، أعيد تسمية المسلسل إلى كثيب: النبؤة، وتم الإعلان عن عرضه على خدمة البث ماكس التابعة لشركة وارنر بروز ديسكفري. وفي نوفمبر 2024، أوضحت أليسون شابكر أن المسلسل سيتناول فترات زمنية متعددة، حيث سيُقتبس ماضي الشخصيات من ثلاثية روايات مدارس كثيب العظيمة، بينما ستكون الأحداث الحالية مبتكرة ومخصصة للمسلسل.

### اختيار الممثلين
في أكتوبر 2022، انضمت كل من إميلي واتسون، وشيرلي هندرسون، وإنديرا فارما، وسارة صوفي بوسنينا، وشالوم برون-فرانكلين، وفويليان كننغهام، وإيفا هايندز، وكلوي ليا إلى طاقم تمثيل المسلسل. في الشهر التالي، انضم ترافيس فيميل إلى الطاقم. في 1 ديسمبر 2022، تم الإعلان عن انضمام مارك سترونغ، وجايد أنوكا، وكريس ماسون في أدوار رئيسية. لاحقًا في نفس الشهر، انضم جوش هوستون وإدوارد ديفيسفي أدوار متكررة.
عند مغادرة جوهان رينك المشروع في فبراير 2023، غادرت أيضًا شيرلي هندرسون. في يونيو، تم اختيار أوليفيا ويليامز لتحل محل هندرسون، بينما اختيرت جودي ماي لتحل محل إنديرا فارما التي انسحبت بسبب تضارب المواعيد. في مايو 2024، أُعلن عن انضمام الممثلة تابو إلى طاقم المسلسل في دور الأخت فرانسيسكا، وتم اختيار جيهاي لدور الأم المُوقرة كاشا، المترجمة الرسمية للإمبراطور، وجيسيكا باردن لدور النسخة الشابة من شخصية فاليا.
تؤدي إيمّا كانينغ، وتشاريثرا تشاندران، ويرين ها الأدوار الشابة لشخصيات تولا وفرانسيسكا وكاشا على التوالي. يؤدي مارك آدي دور إيفجيني هاركونين، عم فاليا وتولا.

### التصوير
كان من المقرر أن يبدأ تصوير المسلسل في 2 نوفمبر 2020 في بودابست والأردن، لكنه تأجل ليبدأ فعليًا في 22 نوفمبر 2022 تحت العنوان المؤقت كثيب: الاخواتية. وأكد جوهان رينك بدء التصوير عبر حسابه على إنستغرام.
في يوليو 2023، أفادت ددلاين هوليوود أن الإنتاج، الذي توقف خلال الشتاء، استؤنف في بودابست رغم إضرابات WGA وSAG، نظرًا لأن فريق العمل التابع للمسلسل كان يعمل تحت مظلة نقابة اكويتي في المملكة المتحدة. اكتمل التصوير بحلول ديسمبر 2023، حيث عمل بيير غيل كمدير تصوير رئيسي. لم يتم استخدام تقنية الإنتاج الافتراضي ستيج كرافت، التي سبق أن استُخدمت في مسلسل بيرسي جاكسون والأولمبيون، حيث اعتمد الإنتاج بشكل كبير على المواقع الحقيقية والقيم الإنتاجية العملية.

### الموسيقى
تم تعيين يونسي في البداية لتأليف الموسيقى التصويرية للمسلسل. ومع ذلك، بحلول أكتوبر 2023، تم الإعلان عن أن فولكر بيرتلمان سيتولى تأليف الموسيقى التصويرية للمسلسل.

### التسويق
أصدرت منصة ماكس العرض التشويقي الأول للمسلسل في 15 مايو 2024، بينما أُطلق العرض التشويقي الثاني في 18 يوليو 2024. في 17 أكتوبر 2024، تم الكشف عن المقطع الدعائي الرسمي خلال جلسة حوارية في نيويورك كوميك كون.

## التقييم
افاد موقع تجميع التقييمات روتن توميتوز بنسبة موافقة بلغت 69% مع متوسط تقييم 6.7/10 بناءً على 70 مراجعة نقدية. وجاء الإجماع النقدي للموقع كالتالي: "على الرغم من افتقار كثيب: النبوة إلى الجاذبية الخاصة بأفلام دينيس فيلنوف، إلا أنه يعوض ذلك بعروض تمثيلية رائعة من إميلي واتسون وأوليفيا ويليامز، إلى جانب المؤامرات الخطيرة داخل القصر التي تضيف عنصر الإدمان للمشاهد."
من جهة أخرى، منح موقع ميتاكريتيك، الذي يستخدم متوسطًا مرجحًا، المسلسل درجة 64 من 100 بناءً على 34 مراجعة نقدية، مشيرًا إلى "مراجعات إيجابية بشكل عام".
حظيت الحلقة الأولى من المسلسل بمشاهدة 1.2 مليون مشاهد في الولايات المتحدة عبر المنصات المختلفة، وزادت نسبة الجمهور بنسبة 75% في اليوم التالي، لتصل إجمالي المشاهدات إلى 2.1 مليون مشاهد.

## الإصدار
كان من المقرر في الأصل أن يتم عرض كثيب: النبوءة لأول مرة على خدمة البث ماكس، وتمت إعادة تسميته باسم إتش بي أو الأصلي في يوليو 2024 وتم إصداره على ماكس وإتش بي أو في 17 نوفمبر 2024.

## وصلات خارجية
- مقالات تستعمل روابط فنية بلا صلة مع ويكي بيانات